# 対決スペルバインダー
『対決スペルバインダー』（英語: Spellbinder）は、1995年にオーストラリアとポーランドの2カ国で共同製作されたSFテレビドラマである。日本では1997年にNHK教育テレビ（現・NHK Eテレ）で放送された。

## 概要
本作はフィルム・オーストラリアとポーランド・テレビジョンの2カ国共同製作によるSFテレビドラマ作品で、製作にあたってはこの他にオーストラリア子どもテレビ財団も連携している。1996年に「オーストラリア・フィルム協会賞」を受賞。オーストラリアや日本を始め、世界85カ国以上で放送されている。
1997年には続編に当たる『対決スペルバインダーII 龍の王国』が、本作の2カ国に加え中国の上海フィルム・スタジオも参加して3カ国共同で製作されており、日本では翌1998年にNHK教育テレビで放送された。本作の登場人物の中からはアシュカ（ヘザー・ミッチェル）とグリボン（ラファウ・ズビエシ）が登場しているものの、その他は新キャストとなっている。

## あらすじ
オーストラリアのシドニーで暮らすポールは翌日の皆既日食を控え、学校主催の科学キャンプに参加していた。その夜、同じクラスのカトリーナらを驚かそうと友達のアレックスと共に幽霊の仕掛けを作るが、ポールだけ偶然もう一つの世界（パラレルワールド）に飛ばされてしまう。
その世界で出会ったリアナという少女は、日食が起こる原因を知らずポールが太陽を消したと思い込み怯える。また、そこに住む村人たちは法により新しい発明も許されず、手から電気の球を発することができるパワースーツや電磁気により空を飛ぶことができる飛行船などといった"特殊な力"が使えるスペルバインダーを敬い、服従していた。ポールにはすぐに"特殊な力"が魔法などではなくこの世界で独自に発展した科学技術によるものと分かるが、そこは科学などの知識をも一般の村人らには隠され、特定の人々〈スペルバインダー〉が独占する世界だったのだ。
ポールがこの世界で最初に着いた場所、サモニングタワーではスペルバインダーの無線機「アイストーン」とポールの世界で電線下に張られたケーブルの作用により、再び2つの世界を繋ぐゲートが出現するもあと一歩のところで帰ることができなかった。もう一度ゲートを出現させる方法を模索するうちに、リアナだけでなくスペルバインダーのコレオンの協力も得られるようになるが、一方でスペルバインダーのアシュカはポールの世界の知識を独占することで、この世界を支配しようと企んでいた。

## 用語
ここではスペルバインダーの世界における用語を解説する。
スペルバインダー
電磁気を利用した科学力によりこの世界を支配する集団と、これに属する特定の人々を指す。この科学力でパワースーツや飛行船などを発明しているが、スペルバインダー以外の人々には法により発明やスペルバインダーが使うような"特殊な力"（この世界では一般的に魔法とされる）の使用を禁じている。その中でも地位が最も上で法を裁く人はリージェントと呼ばれ、スペルバインダーの下に付いて将来のスペルバインダーを目指す見習いはアプレンティス（英語: Apprentice）と呼ばれる。
アイストーン
スペルバインダーが使う、遠くの人と会話することができる無線機のようなもの。サモナーはサモニングタワーにこれを装着して、スペルバインダーと連絡をとる。
パワースーツ
パワーストーンをエネルギー源として、手から電気の球を発することができるスーツ。電気を発するということだけあって水に弱い。また、強力な電磁気に引き寄せられる。
パワーストーン
この世界の岩から採掘される電磁気を帯びた鉱石。パワースーツなどのエネルギー源となる。強力な電磁石により充電も可能である。
サモナー
各村に配置されている、村とスペルバインダーとの連絡役。村に反乱分子や法を犯した者がいないかなど、スペルバインダーのための情報収集も請け負う。
サモニングタワー
それぞれの村などに建てられている電磁気が蓄積されたタワー。アイストーンの電波を中継する機能も受け持ち、サモナーはここでスペルバインダーと連絡をとり、スペルバインダーを召喚する。また、飛行船はここに着陸して、電磁気エネルギーの補給もされる。「ポールの世界」とを繋ぐ鍵となる場所でもある。
マローダー
村を襲いスペルバインダーへの貢物を奪うなどこの世界で恐れられている集団。スペルバインダーの敵であり、日食の時に太陽を消したのもマローダーの仕業と吹聴している。しかし、物語が進むにつれてある事実が判明する。
ウェイストランド
法を犯した者等が追放される場所。一度追放されたら二度と戻ってこられないとされる。

## 主な登場人物
注：「(スペル人)」という表記が付いている登場人物はスペルバインダーの世界の住人。
- ポール・レノルズ[12]
キャスト：ズビフ・トロフィミウク[13] / 吹替：三木眞一郎
オーストラリアのシドニーに住む物語の主人公。科学者の息子で学校の成績は優秀、火薬を作ることができる。電線下に張ったケーブルの作用により偶然パラレルワールドへと繋がるゲートが開き、スペルバインダーの世界に来てしまう。
- リアナ[14](スペル人)
キャスト：ゴーシャ・ピュートロフスカ[15] / 吹替：萩原恵美子
スペルバインダーの世界に住む正義感の強い女の子。ポールがこの世界で最初に出会い、行動を共にすることになる。初めは「スペルバインダーの支配」に何の疑問も抱いていなかったが、ポールの傍で世界の真実に触れて変わっていく。
- アレックス・カツォーニス[16]
キャスト：ブライアン・ルーニー[17] / 吹替：関智一
ポールの親友。いたずら好きで少しおっちょこちょいなところもある。ポールが上空に電線を発見してケーブルの仕掛けの移動を提案するが、そのまま強行してしまう。カトリーナと共にパラレルワールドからポールを救出するため行動する。
- カトリーナ・マグルトン[18]
キャスト：ミケーラ・ヌーナン[19] / 吹替：吉田古奈美
ポールとアレックスのクラスメートで行動力のある女の子。ポールがパラレルワールドへ行ったことに最初に気づくが、他の人にはなかなか信じてもらえず変人扱いされる。ようやく信じてくれたアレックスと共にポール救出のため行動する。
- コレオン[20] (スペル人)
キャスト：クシュトフ・クモル[21] / 吹替：中村正
スペルバインダーの一人で探究心旺盛な研究家。当初は法を破ったとされるポールをウェイストランドへ送ることに賛成していたが、リアナが持ってきたビデオテープの映像を見て「ポールの世界」に魅せられ、ポールたちの良き協力者となる。
- アシュカ[22] (スペル人)
キャスト：ヘザー・ミッチェル[23] / 吹替：一柳みる
女スペルバインダー。当初はポールの話を信じてリージェントの法の裁きから逃れさせようとしてくれるが、実はこの世界を牛耳るという己の野望のため、ポールの世界の技術を独占しようと企んでいた。ポールがコレオン等の協力を得られるようになると、グリボンを使い様々な妨害工作をするようになる。そして、遂にはポールの世界に自ら行こうと目論むが…。
- グリボン[24] (スペル人)
キャスト：ラファウ・ズビエシ[25] / 吹替：平田広明
リアナの村におけるサモナーの息子で、アシュカの下に付くアプレンティス。アシュカの野望に加担していく。
- ブライアン・レノルズ[26]
キャスト：アンドリュー・マクファーレン[27] / 吹替：仲野裕
ポールの父親で科学者。カトリーナ等が主張する、ポールがパラレルワールドへ行ったという話はまったく信じていない。

## 放映リスト
| 順 | 日本語版の題名           | 英語版の題名                 |
| -- | ------------------------ | ---------------------------- |
| 1  | キャンプの夜に…          | The Big Bang                 |
| 2  | 冒険のはじまり           | Where Am I?                  |
| 3  | 閉ざされた出口           | Finding The Way Home         |
| 4  | パラレル・ワールド       | It Isn't Magic, It's Science |
| 5  | スペルバインダーの城     | Secrets                      |
| 6  | アシュカのたくらみ       | Show Me Your World           |
| 7  | ポールを救え!            | The Gunpowder Plot           |
| 8  | つながれ二つの世界       | Secrets Of The Spellbinders  |
| 9  | マローダーの正体         | The Labyrinth                |
| 10 | 答えない無線機           | Desperate Measures           |
| 11 | コレオン追放             | The Centre Of Power          |
| 12 | 救出作戦開始             | Spellbinder Jack             |
| 13 | 出口よ 開け!             | The Final Challenge          |
| 14 | 迷子のリアナ             | Lost and Found               |
| 15 | 新しい友だち             | Hospitality                  |
| 16 | 切り札はパワースーツ     | Breakout                     |
| 17 | 暴かれた陰謀             | The Trojan Toffee Trolley    |
| 18 | 親子の絆                 | Run!                         |
| 19 | 再びパラレル・ワールドへ | Reunions                     |
| 20 | アシュカ来襲             | Alien Invasion               |
| 21 | だまされたカトリーナ     | Hunt For Ashka               |
| 22 | 底知れぬ野望             | Clowning Around              |
| 23 | スペルバインダーの誘惑   | High Tech Power Suit         |
| 24 | 最強のパワースーツ       | A Spellbinder In The House   |
| 25 | 分かって!父さん          | Breakfast Of Champions       |
| 26 | それぞれの世界で…        | Flight                       |